# Марійка Кузьма
Марійка Кузьма (англ. Marika Kuzma нар. 5 травня 1959 року в місті Гартфорд, штат Коннектикут, США) – українська диригентка, музикознавець, педагог у США. Професорки музики в Університеті Каліфорнії у Берклі.

## Життєпис
Освіту здобувала в Аспенській музичній школі (штат Колорадо, США, 1979, 1988–1989), Моцартеумі (Зальцбург, Австрія) та Літній вищій школі музики у Відні (1982–1984). Закінчила Університет Коннектикуту в Стамфорді (1985, ступінь магістра) та Школу музики при Університеті Індіани в Блумінґтоні (1992, ступінь доктора). Її дисертація була присвячена темі «35 духовних концертів Д. Бортнянського».
З 1990 року викладає в Каліфорнійському університеті в Берклі, де керує мішаним і камерним хорами, а також симфонічним оркестром. Читала лекції в Київській (1997) і Московській (2001) консерваторіях, Університеті Вірджинії (2000–2001) та інших установах. 
Виступала як диригентка з різними симфонічними оркестрами та хорами у престижних залах США, Великої Британії, Бразилії, Німеччини, Японії. Виконувала твори Рахманінова, Генделя, Бетховена, Перселла, Брамса, Гершвіна, Стравінського, Римського-Корсакова та інших. Записала кілька компакт-дисків, зокрема «Ікони слов’янської музики» (1995). У 1997 році диригувала Національним симфонічним оркестром України. У 1999 році разом із Камерним хором Берклі виступала у Львові, Києві, Відні та Празі.
У 2001 році представляла українську діаспору на міжнародній конференції, присвяченій 250-річчю Дмитра Бортнянського (Москва). Частина її докторської дисертації була опублікована в «Journal of Musicology» (1996), а також стаття «Чи знаємо правдивого Бортнянського» в науковому віснику Національної музичної академії України (1999). Перевидала «35 духовних концертів Д. Бортнянського» у видавництві «Musica Russica» (США) і написала статті про Максима Березовського для «New Grove Dictionary of Music and Musicians» (2001).
Авторка книжки англ. «Carols of Birds, Bells, and Sacred Hymns from Ukraine» («Колядки птахів, дзвони та священні гімни з України»).

## Відзнаки
У 1992 році отримала премію Американської хорової асоціації «Julius Herford Prize» за дослідження творчості Дмитра Бортнянського. У 2003 році її номінували на премію «Ґреммі» за диск «J. Liderman. Song of Songs».